# Кускусові
Кускусові (Phalangeridae) — родина ссавців з когорти сумчасті (Marsupialia), типова родина підряду кускусовиді (Phalangeriformes).

## Морфологія
Морфометрія. 
Довжина голови й тіла: 320-650 мм, довжина хвоста: 240-610 мм, вага: 1-6 кг.
Опис. Череп широкий, виличні дуги глибокі.
М'яке і густе хутро характерне всім родам, окрім Wyulda. 
На усіх чотирьох кінцівках по 5 пальців, і всі пальці, окрім перших задніх, мають міцні кігті. Ці перші пальці задніх ніг без кігтів і протиставлені іншим, щоб краще триматися за гілля. Другий і третій пальці задніх ступнів частково синдактильні. Найбільші пальці задніх лап четвертий і п'ятий. У всіх родів крім Trichosurus і Wyulda перший і другий пальці передніх лап протиставлені іншим трьом. 
Добре розвинена сумка відкривається вперед. Кількість молочних залоз: від двох до чотирьох. 
Зубна формула: I 3/1-2, C 1/0-1, P 2-3/3, M 5/5 = 40-46. Перші різці довгі та міцні. Другий і третій різці, якщо присутні, рудиментарні й менші за ікла й деякі премоляри. Моляри мають гострі різальні краї.

## Поведінка
Кускусові всеїдні, вживають широкий асортимент рослинного матеріалу, комах, пташенят, яйця птахів.

## Філогенія
|              | Trichosurini (вкл. Trichosurus — Кузу)                               |
|              |                                                                      |
| Phalangerini | \| \| Phalanger (кускус) \| \| \| \| \| \| ––Spilocuscus \| \| \| \| |
|              | \| \| Phalanger (кускус) \| \| \| \| \| \| ––Spilocuscus \| \| \| \| |
|              | Phalanger (кускус)                                                   |
|              |                                                                      |
|              | ––Spilocuscus                                                        |
|              |                                                                      |

|  | Phalanger (кускус) |
|  |                    |
|  | ––Spilocuscus      |
|  |                    |

|              | Trichosurini (вкл. Trichosurus — Кузу)                               |
|              |                                                                      |
| Phalangerini | \| \| Phalanger (кускус) \| \| \| \| \| \| ––Spilocuscus \| \| \| \| |
|              | \| \| Phalanger (кускус) \| \| \| \| \| \| ––Spilocuscus \| \| \| \| |
|              | Phalanger (кускус)                                                   |
|              |                                                                      |
|              | ––Spilocuscus                                                        |
|              |                                                                      |

|  | Phalanger (кускус) |
|  |                    |
|  | ––Spilocuscus      |
|  |                    |

## Таксономія
Кускусові - включають 6 родів та 28 видів .

### підродина Ailuropinae
- - рід Ailurops — айлуропс
    - вид Ailurops melanotis
    - вид Ailurops ursinus

### підродина Phalangerinae
- триба Phalangerini
  - рід Phalanger (кускус)
    - вид Phalanger alexandrae
    - вид Phalanger carmelitae
    - вид Phalanger gymnotis
    - вид Phalanger intercastellanus
    - вид Phalanger lullulae
    - вид Phalanger matabiru
    - вид Phalanger matanim
    - вид Phalanger mimicus
    - вид Phalanger orientalis
    - вид Phalanger ornatus
    - вид Phalanger rothschildi
    - вид Phalanger sericeus
    - вид Phalanger vestitus

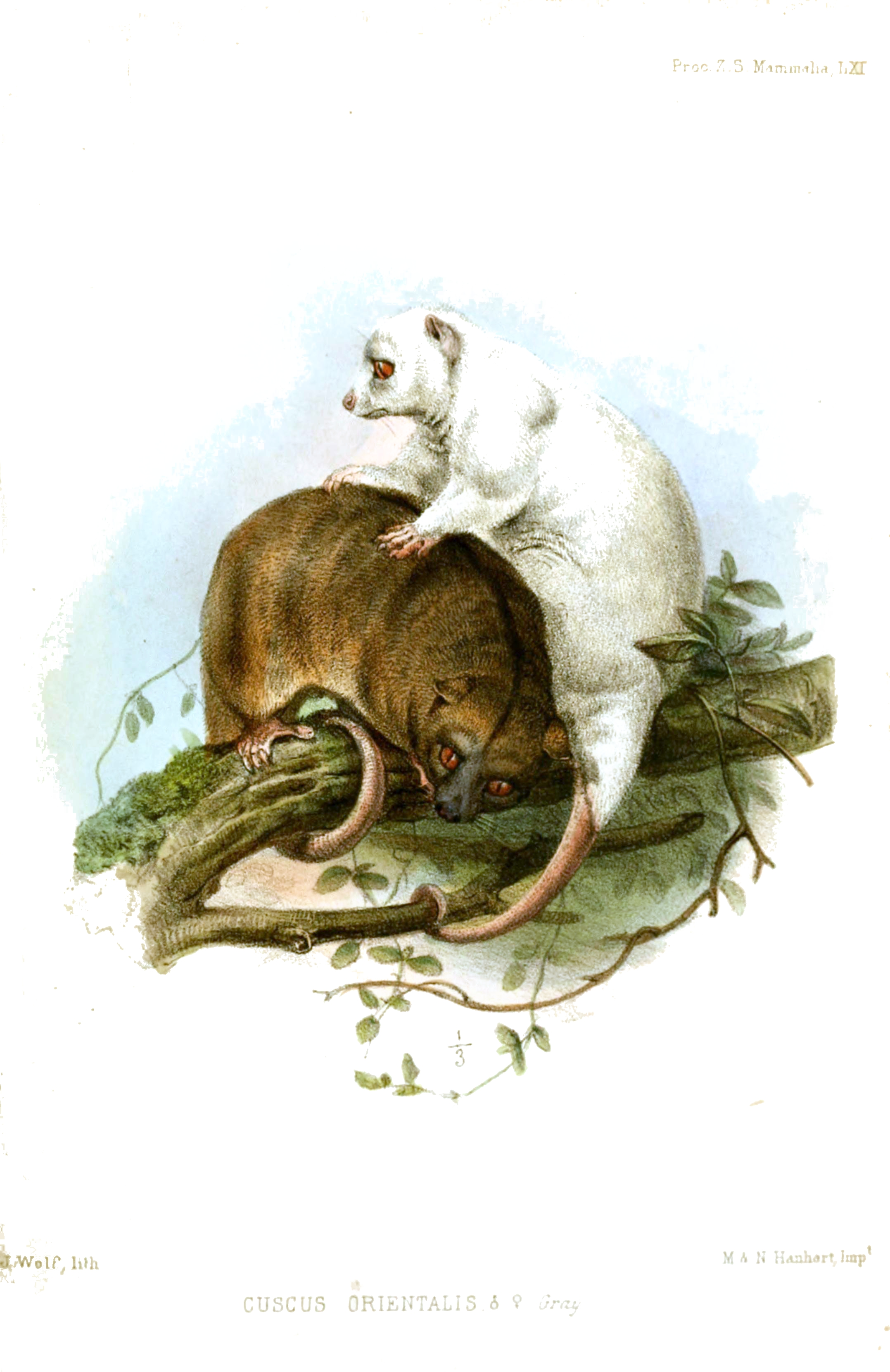
Кускус південний (Phalanger orientalis)

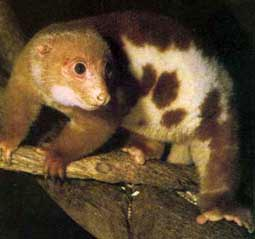
Кускус плямистий

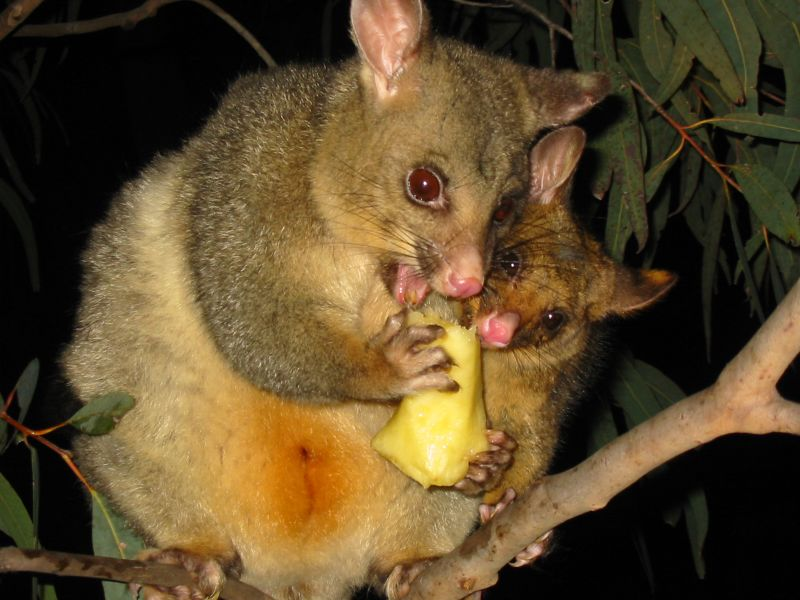
Кузу лисячий

  - рід Spilocuscus (Кускуси плямисті)
    - вид Spilocuscus kraemeri
    - вид Spilocuscus maculatus
    - вид Spilocuscus papuensis
    - вид Spilocuscus rufoniger
    - вид Spilocuscus wilsoni
- триба Trichosurini
  - рід Strigocuscus
    - вид Strigocuscus celebensis
    - вид Strigocuscus pelengensis

  - рід Trichosurus — Кузу
    - вид Trichosurus arnhemensis
    - вид Trichosurus caninus
    - вид Trichosurus cunninghami
    - вид Trichosurus johnstonii
    - вид Trichosurus vulpecula (Кузу лисячий)

  - рід Wyulda
    - вид Wyulda squamicaudata